# Marszewska Góra
Marszewska Góra (kaszb. Marszéwskô Gòra) – wieś w Polsce położona w województwie pomorskim, w powiecie gdańskim, w gminie Przywidz. 
Wieś wchodzi w skład   sołectwa Marszewo.
W latach 1975–1998 miejscowość administracyjnie należała do województwa gdańskiego.
Przez miejscowość przepływa niewielka rzeka Reknica, dopływ Raduni.